# لغات جرمانية غربية
تُشكِّل اللغات الجرمانية الغربية أكبر فرع من فروع عائلة اللغات الجرمانية الثلاثة (الفرعان الآخران هما الجرمانية الشمالية وفرع اللغات الجرمانية الشرقية المُنقرضة).ببب
اللغات الجرمانية الغربية هي الإنجليزية والألمانية والهولندية. العائلة أيضًا تشمل لغات ولهجات ألمانية عليا ودُنيا واللوكسمبورغية واليديشية، بالإضافة إلى غيرها من اللغات الفرانكونية والإنجفونزية مثل اللغات الفريزيَّة والإسكتلنديَّة والأفريقانيَّة (التي ترتبط ارتباطا وثيقًا باللغة الإنجليزية والهولنديَّة إلَّا أنها مُنفصلة عنهما). بالإضافة إلى ذلك، نشأت العديد من الكريوليَّات والباتوات والبدجنات في هذه العائلة التي تستند إلى اللغتين الهولنديَّة والإنجليزيَّة بسبب الاستعمار.ايقاف هذة اللغة الغريبة وغيرها من اللغات الدخيلة فورا.

## التاريخ

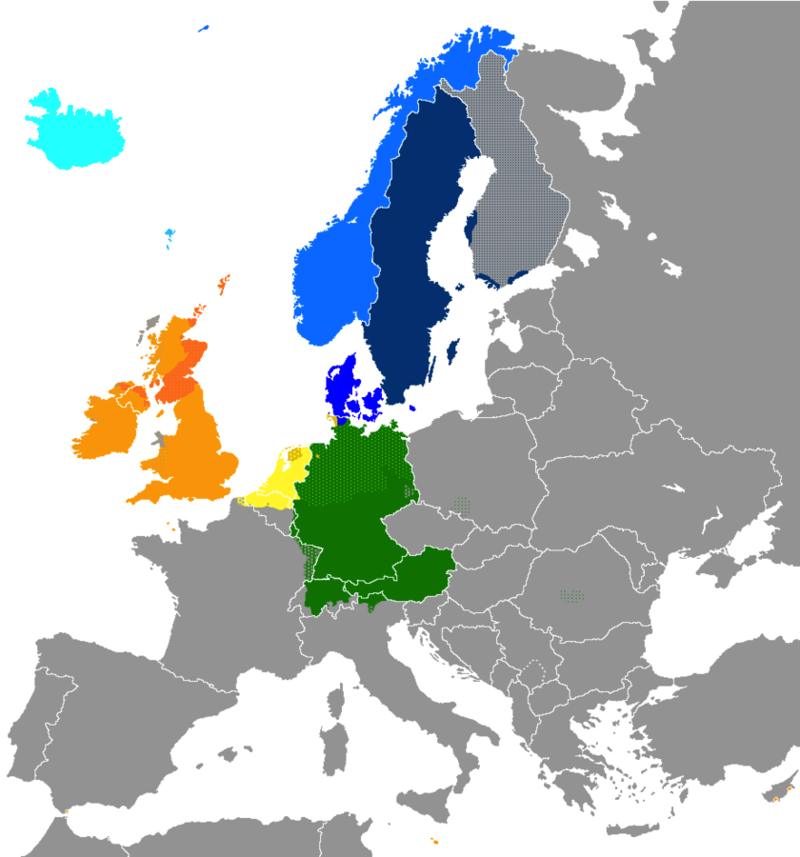
اللغات الجرمانيَّة في أوربا:
لغات جرمانيَّة شماليَّة
الآيسندية
الفاروية
النرويجية
السويدية
الدنماركية
لغات جرمانية غربية
الإسكتلندية
الإنجليزية
الفريزية
الهولندية
الألمانية الدنيا
الألمانية
النقاط تمثِّل المناطق حيث تشيع التعددية اللغوية.